# Petrophora lignaria
Petrophora lignaria là một loài bướm đêm trong họ Geometridae.